# Rasm Humajda
Rasm Humajda (arab. رسم حميدة) – wieś w Syrii, w muhafazie Hims. W 2004 roku liczyła 452 mieszkańców.